# Pantala
Pantala es un género de libélulas de la familia Libellulidae. Contiene las especies siguientes:
- Pantala flavescens (Fabricius, 1798)
- Pantala hymenaea (Say, 1840)